# Clampetia
Clampetia era un'antica città greca o bruzia, situata sulla costa meridionale del Mar Tirreno, nell'attuale Cosentino.
Non è chiara l'esatta collocazione dell'abitato: la Tabula Peutingeriana posiziona Clampetia 40 miglia romane a sud di Cirellae e 10 miglia a nord di Temesa. In tal caso sarebbe sorta sul litorale tra Fiumefreddo Bruzio e San Lucido, dove effettivamente sono affiorati dei resti antichi; ma tradizionalmente Clampetia viene identificata nel territorio di Amantea, almeno 10 chilometri più a sud.
Le antiche fonti letterarie parlano di un "Sinus Clampetinus" , orograficamente inavvertibilie, ora come allora, nella zona di Fiumefreddo Bruzio che ha una costa rettilinea e senza rade possibili. Altrettanto può dirsi di San Lucido. Se si osserva la stessa xilografia del Pacichelli, si comprende che tutta l'area di Amantea tra i promontori di Acquicella e Coreca corrisponde esattamente ad un sinus non riscontrabile né a nord, né a sud di tale area.